# Gyldenstolpia
Gyldenstolpia é um gênero de mamíferos da família Cricetidae. O gênero foi criado em 2008 para abrigar duas espécies, G. fronto e G. planaltensis. Tradicionalmente G. fronto estava incluída no gênero Kunsia.
Espécies reconhecidas:
- Gyldenstolpia fronto (Winge, 1887)
- Gyldenstolpia planaltensis (Ávila-Pires, 1972)